# Josh Shapiro
Joshua David Shapiro (født 20. juni 1973) er en amerikansk politiker og advokat, som siden 2023 har været Pennsylvanias guvernør. han var fra 2017 til 2023 Pennsylvanias rigsadvokat. Han er medlem af det demokratiske parti.

## Baggrund
Shapiro blev født i Kansas City, Missouri til en far der tjente i flåden og en mor som var lærer. Han voksede op i Drescher, Pennsylvania.

## Privatliv
Shapiro bor i guvernørens bolig i Harrisburg, Pennsylvania med sin familie. Han er gift med Lori Ferrara og sammen har de 4 børn. Jonah, Reuben, Max og Sophia.